# فرد ر. بيرس
فرد ر. بيرس (بالإنجليزية: Fred R. Pierce) هو محامي وقاضي أمريكي، ولد في 22 أكتوبر 1899، وتوفي في 6 مايو 1983 في ساكرامنتو في الولايات المتحدة.